# Giuseppe Gandolfi (giurista)
Giuseppe Gandolfi (Salsomaggiore, 1927) è un giurista italiano.

## Biografia
Giurista civilista specializzato in teoria generale del negozio giuridico, nell'obbligazioni e nei contratti, che ha ottenuto diversi incarichi presso Atenei italiani, ha ottenuto la docenza di Diritto privato (professore ordinario a Padova e di Pavia e in quest'ultima sede anche con qualifica di professore emerito) oltre al cattedra in Diritto romano (Università di Trieste).
Altri prestigiosi riconoscimenti honoris causa gli sono stati attribuiti da diverse università estere.
Ha partecipato alla stesura di una proposta di Codice europeo dei contratti con la finalità di "facilitazione delle transazioni transfrontaliere e la nascita di una cultura giuridica europea", presentato al Parlamento e alla Commissione Europea col fine di favorire la formazione di un sostrato culturale comune a livello comunitario in materia giuridica.
Per questa sua iniziativa ha ottenuto il prestigioso Gran Premio Charles Aubert per il Diritto da parte dell'Académie des Sciences Morales et Politiques.
Gandolfi ha sostenuto un progetto simile, valido per il Mercosur, anche in occasione di un incontro tenuto coi civilisti di quei paesi nel 2011 a Tucumán.
Al giurista è stato conferito il titolo di Cavaliere di Gran Croce dell'Ordine al merito della Repubblica italiana.

## Opere
- Giuseppe Gandolfi, Studi sull’interpretazione degli atti negoziali in diritto romano, Milano, Giuffrè, 1966.
- Il deposito nella problematica della giurisprudenza romana, 1976;
- Onere reale, in Enciclopedia del diritto, 1980;
- Giuseppe Gandolfi, La conversione dell’atto invalido vol. 1: Il modello germanico, collana Univ. Pavia-Studi fenomen. negoziale eur., Milano, Giuffrè, 1984, ISBN 9788814002069.
- Giuseppe Gandolfi, Il problema in proiezione europea/ anno= 1988, Milano, Giuffrè, ISBN 8814025061.
- Giuseppe Gandolfi, La conversione dell’atto invalido vol. 2: Il modello germanico, collana Univ. Pavia-Studi fenomen. negoziale eur., Milano, Giuffrè, 1990, ISBN 9788814025068.
- Pour un code européen des contrats, in Rev. trim. droit civil, 1992;
- Giuseppe Gandolfi, Studi di diritto privato, collana Univ. Pavia-Studi fenomen. negoziale eur., Milano, Giuffrè, 1994, ISBN 9788814049217.
- Das Zweite Buch über Einzelne Verträge des europäischen Vertragsgesetzbuchs, in Festschrift Canaris, 2007;
- Obbligazione propter rem, in Enciclopedia Giuridica Treccani, 2007;
- Les contrats de services dans le Code européen des contrats, in Mélanges Jauffret-Spinosi, 2013.
- Giuseppe Gandolfi, Il processo di selezione, Milano, FrancoAngeli, 2015, ISBN 9788891728098..